# Теди Кацарова
Теодора Кацарова, по-известна като Теди Кацарова, е българска певица.

## Биография
Теди Кацарова е сред най-популярните и разпознаваеми лица на поп музиката в България.
Израснала в семейството на музикалните легенди Милчо и Силвия Кацарови, тя започва да пее едва на 15години, печелейки конкурса за млади таланти - "Хит минус едно" на Българската национална телевизия. 
От тогава до днес, вече 30 години, певицата не спира да създава прекрасна музика и да е сред най-успешните изпълнители в България. 
- 5 самостоятелни албума, като първият с име - "Кадифе" е платинен за територията на България.

- 20 cd сингъла, 4 от които са издадени в Швеция, Финландия, Румъния, България и Йордания.

- RnB певица на годината за 1998г.

- Певица на Годината - 2000г.

- 2-ро място на полуфиналите на Евровизия - Финландия с популярния финландски рок певец Resu Redford 2005г.

- 2005г - Ментор и вокален педагог и ментор за два месеца в телевизионното предаване за млади таланти Music Idol - Виетнам.

- 1-ва награда като композитор на големия Песенен фестивал - Бургас и морето.

Теди Кацарова композира и песента за първия финалист от Първия брой на телевизионното шоу - "България търси талант". - Богдана Петрова. Класирана е на 3-то място на Балканите на Песенния фестивал - "Sunchane Scale" в Черна гора.

###### Участва в множество концерти и телевизионни предавания и радио програми в Скандинавия и различни държави:
- Sweden, Finland - Kiss Fm, City

- Turkey - TRT1

- Jordan - ROYA

- Qatar

- Vietnam -TV1

- Cuba - National tv
- Bulgaria - BNT1,BNT2,BNT SAT, BTV, NOVA, Kanal3, EuroNews

Участник в Телевизионнoто предаване на БТВ " Великолепната Шесторка" в партньорство с Уницеф и благотворителната кампания за деца без родители за изграждане на детско селище със събрани над 1 000 000лв за каузата. Тя е една от 14-те участници - звезди, избрани да участват в телевизионното риалити шоу снимано в Африка - Замбия и Ботсвана - "Звездите сигурно са полудели" - 2014 г. Двукратен победител в Готварското риалити - Черешката на тортата. Участник в предаването "Маскираният Певец ", като - Палячи, през 2021г.

###### Теди Кацарова е лице на Благотворителните кампании на:
- Unicef - България

- Деца за мир - Италия, наред със звезди, като Майкъл Болтън и София Лорен

- Детски парламент на света - Финландия

- Holiday Heroes - България и САЩ

###### Теди Кацарова е Корица на списанията:
- Harpers Bazar /2014г.

- OK Magazine /2015г.

- Hello /2017г.

- Playboy /2016г.

- Love style /2014г.

- The woman Today /2018г.

- Education Youth /2020г.

###### Тя е селектирана за член на жури от Българската национална телевизия за:
- Детска Евровизия 2016г.

- Евровизия 2014г, 2015г, 2017г.

- Жури на Конкурсите

- Дискавъри 2015г.

- Балкански музикален фестивал 2017г.

- Цветен Камертон Сливен Детски конкурс за млади певци за 2019г, 2021г, 2022г, 2023г, 2024г

- Шумен - Национален детски конкурс на изкуствата 2022г, 2024г.

- Панагюрище - Патриотични Песни 2023г.

- Конкурс за авторска песен към Асоциация борба с наркоманията и зависимостите, София - 2024г.